# Jerzy Dziewirski
Jerzy Dziewirski (ur. 28 sierpnia 1931 w Ostrołęce) – pedagog, historyk, działacz społeczny, regionalista, krajoznawca.

## Życiorys
Pochodzi z rodziny żołnierskiej, był synem Stanisława i Antoniny z d. Rostkowskiej. Uczęszczał do szkoły podstawowej w Goworowie, którą ukończył w 1945, oraz do Liceum Ogólnokształcącego w Ostrołęce (1951). Ukończył historię na Uniwersytecie Warszawskim (1955) i studia podyplomowe „Organizacja i zarządzanie oświatą” w Kaliszu (1978).
W latach 1955–1963 pracował jako nauczyciel w LO w Sobolewie, następnie w Liceum Pedagogicznym w Ostrołęce, także jako zastępca dyrektora (1963–1969), później jako wicedyrektor w Zespole Szkół Zawodowych nr 3 w Ostrołęce (1969–1975). W latach 1975–1985 pełnił funkcje: starszego wizytatora, wicekuratora i naczelnika w Kuratorium Oświaty i Wychowania w Ostrołęce, następnie dyrektora szkoły podstawowej w Rzekuniu (1985–1997). W latach 1999–2003 pracował na część etatu w Zespole Kolegiów Nauczycielskich w Ostrołęce.
Był członkiem Związku Młodzieży Polskiej i Polskiej Zjednoczonej Partii Robotniczej. Pełnił funkcję prezesa Oddziału Kurpiowskiego Polskiego Towarzystwa Turystyczno-Krajoznawczego w Ostrołęce (1968–1993) oraz Zarządu Wojewódzkiego Polskiego Towarzystwa Schronisk Młodzieżowych (1977–1989). Opracowywał trasy obozów wędrownych dla młodzieży po dawnym województwie ostrołęckim. Był przewodniczącym Komisji Historycznej Zarządu Okręgu Związku Nauczycielstwa Polskiego w Ostrołęce. Jest członkiem Ostrołęckiego Towarzystwa Naukowego im. Adama Chętnika.
Jest autorem ponad stu artykułów dotyczących historii i kultury regionu publikowanych w pismach lokalnych i ogólnopolskich, m.in. w „Trybunie Mazowieckiej”, „Poznaj swój kraj”, „Tygodniku Ostrołęckim”, „Kurpiach” „Zeszytach Naukowych OTN” oraz w opracowaniach zbiorowych. Wygłaszał referaty na konferencjach naukowych, głównie organizowanych przez OTN.
Był mężem Anny z d. Gogolewskiej. Mieli troje dzieci: Barbarę, Grażynę oraz Marka.

## Medale i odznaczenia
- Krzyż Kawalerski Orderu Odrodzenia Polski
- Złoty Krzyż Zasługi
- Medal Komisji Edukacji Narodowej
- Złota Odznaka ZNP
- Złota Honorowa Odznaka PTTK
- Złota Odznaka „Zasłużony Działacz Turystyki”
- Złota Odznaka Honorowa „Zasłużony popularyzator wiedzy TWP”
- Złota Odznaka PTSM
- Złota Odznaka „Za zasługi dla województwa ostrołęckiego”
- Nagroda Ministra Oświaty i Wychowania I stopnia
- Nagroda Prezesa Urzędu Kultury Fizycznej i Turystyki
- Nagroda im. Aleksandra Gieysztora za Najlepsze Masoviana[1]

## Publikacje (wybór)
- Jerzy Dziewirski, Jerzy Kijowski, Henryk Maćkowiak, 5 Pułk Ułanów Zasławskich, Ostrołęckie Towarzystwo Naukowe, Ostrołęka 1994, OCLC: (OCoLC)838705077
- Generał Ludwik Kicki – bohater nie tylko Ostrołęki, Koło 5 Pułku Ułanów Zasławskich ZSZ nr 2, Towarzystwo Przyjaciół Ostrołęki, Ostrołęka 1998, ISBN 83-909031-5-6.
- Rzekuń i okolice. Zarys dziejów, Związek Kurpiów, Ostrołęka 1999, ISBN 83-907439-2-2.
- Mała troszyńska ojczyzna, Ostrołęckie Towarzystwo Naukowe im. Adama Chętnika, Ostrołęka 2002, ISBN 83-86122-42-0.
- Goworowo i okolice, Ostrołęckie Towarzystwo Naukowe im. Adama Chętnika, Ostrołęka 2006, OCLC: (OCoLC)750107687
- Olszewo-Borki. Monografia gminy, Związek Kurpiów, Ostrołęka 2010, ISBN 978-83-930139-0-6.
- Rzekuń – monografia gminy, Urząd Gminy Rzekuń, Studio B2, Ostrołęka, Rzekuń 2014, ISBN 978-83-937043-2-3.